# 饶毓泰物理奖
饶毓泰物理奖，是以中国物理学家饶毓泰命名的物理奖项，由中国物理学会设立并评选，授予在光学、声学、原子和分子物理方面做出突出贡献的中国物理学工作者。饶毓泰物理奖每两年评选一次，每次评出不超过两人。

## 历届获奖者
| 年份         | 获奖者 | 工作单位                         | 获奖工作                                                 |
| ------------ | ------ | -------------------------------- | -------------------------------------------------------- |
| 1988－1989年 | 王育竹 | 中国科学院上海光学精密机械研究所 | 光的力学效应研究                                         |
| 1990－1991年 | 叶佩弦 | 中国科学院物理研究所             | 四波混频光谱术                                           |
| 1990－1991年 | 傅盘铭 | 中国科学院物理研究所             | 四波混频光谱术                                           |
| 1992－1993年 | 杨东海 | 北京大学                         | 光抽运铯束频率标准                                       |
| 1992－1993年 | 王义遒 | 北京大学                         | 光抽运铯束频率标准                                       |
| 1994－1995年 | 杨国桢 | 中国科学院物理研究所             | 光学系统中振幅-相位恢复的普遍理论及其应用                |
| 1994－1995年 | 顾本源 | 中国科学院物理研究所             | 光学系统中振幅-相位恢复的普遍理论及其应用                |
| 1996－1997年 | 汪承灏 | 中国科学院声学研究所             | 对压电晶体中弹性波场和力学振动特性的研究                 |
| 1998－1999年 | 张仁和 | 中国科学院声学研究所             | 浅海与深海水声物理规律的研究                             |
| 2000－2001年 | 水永安 | 南京大学                         | 声波导在压电复合材料非线性声学和声表面波器件中的研究应用 |
| 2002－2003年 | 张杰   | 中国科学院物理研究所             | 超短超强激光与物质相互作用                               |
| 2004－2005年 | 龚旗煌 | 北京大学                         | 飞秒时间分辨光谱技术及超快光子学新材料研究               |
| 2006－2007年 | 盛政明 | 中国科学院物理研究所             | 相对论强激光驱动粒子加速和新型辐射源                     |
| 2008－2009年 | 龙桂鲁 | 清华大学                         |                                                          |
| 2010－2011年 | 程建春 | 南京大学                         |                                                          |
| 2012－2013年 | 张靖   | 山西大学                         | 连续变量量子信息和超冷玻色费米混合气体的实验研究         |
| 2012－2013年 | 徐红星 | 中国科学院物理研究所             | 表面增强光谱和金属纳米结构的等离激元光子学特性研究       |
| 2014－2015年 | 刘运全 | 北京大学                         | 强激光场中原子分子动力学                                 |
| 2016－2017年 | 彭良友 | 北京大学                         | 强场和阿秒物理，以及与之相关的计算物理                   |
| 2016－2017年 | 张卫平 | 上海交通大学                     | 量子光学与原子光学的理论与实验                           |
| 2018－2019年 | 肖云峰 | 北京大学                         |                                                          |
| 2018－2019年 | 翟荟   | 清华大学                         |                                                          |
| 2020－2021年 | 陈黎明 | 上海交通大学                     |                                                          |
| 2020－2021年 | 李传锋 | 中国科学技术大学                 |                                                          |
| 2021－2022年 | 吴健   | 华东师范大学                     |                                                          |
| 2021－2022年 | 许秀来 | 北京大学/中国科学院物理研究所    |                                                          |
| 2023－2024年 | 陆延青 | 南京大学                         |                                                          |
| 2023－2024年 | 王健   | 华中科技大学                     |                                                          |